# Васильев, Анатолий Ильич
Анатолий Ильич Васильев (18 марта 1917, Петроград — 4 июня 1994, Санкт-Петербург) — советский художник, живописец, член Санкт-Петербургского Союза художников (до 1992 года — Ленинградской организации Союза художников РСФСР).

## Биография
Анатолий Ильич Васильев родился 18 марта 1917 года в Петрограде в рабочей семье. В 1934—1938 годах занимался в Ленинградском художественно-педагогическом училище у С. Бутлера, С. Чугунова, Н. Левитского, М. Асламазян. В 1938 был принят на первый курс живописного факультета Ленинградского института живописи, скульптуры и архитектуры Всероссийской Академии художеств. Занимался у М. Бернштейна, В. Белкина, П. Наумова, Д. Киплика. Осенью 1939 года со второго курса Академии художеств был призван в Красную Армию. В бою с белофиннами на Карельском перешейке получил контузию, после госпиталя был демобилизован и вернулся к занятиям в институте.
В первые дни войны Васильева направили в спецподразделение для маскировки кораблей Балтийского флота, где он прослужил до ноября 1941 года. После окончания курсов политработников и младших политруков Ленинградского фронта служил в 34 отдельной лыжной бригаде политруком стрелковой роты. Участвовал в боях при прорыве блокады в январе 1943 года, при форсировании Невы у посёлка Марьино, в освобождении Шлиссельбурга. В бою под Синявино в 1943 году был тяжело ранен. После госпиталя вернулся на фронт, участвовал в освобождении городов Кингисеппа, Сланцы, Нарвы, Таллина, в боях по окончательному снятию блокады Ленинграда в январе 1944 года под Ораниенбаумом в районе Гостилицы — Ропша. В феврале 1945 года демобилизовался по инвалидности в звании лейтенанта. Награждён орденом Красной звезды (1944), медалями «За оборону Ленинграда» (1943), «За доблестный труд в Великой Отечественной войне 1941—1945 гг», «За победу над Германией в войне 1941—1945 гг.» (1945).
В 1945 году вернулся к учёбе в институте. Занимался у Михаила Бернштейна, Николая Рутковского, Игоря Грабаря. В 1950 году окончил ЛИЖСА имени И. Е. Репина по мастерской Виктора Орешникова с присвоением звания художника живописи. Дипломная работа — картина «Ломоносов — отец русской науки» (находится в Музее МГУ имени М. В. Ломоносова). В этом же году был принят в члены Ленинградского Союза художников по секции живописи.
После окончания учёбы занимался административной и педагогической работой в институте. Работал проректором и исполняющим обязанности ректора ЛИЖСА. В 1951—1953 занимался в творческой мастерской Б. В. Иогансона. Одновременно работал ассистентом на кафедре графики. Первое участие в выставке относится к 1937 году. С 1950 Анатолий Васильев постоянно участвовал в выставках, экспонируя свои работы вместе с произведениями ведущих мастеров изобразительного искусства Ленинграда. Писал портреты, жанровые сцены, тематические и исторические композиции, пейзажи, натюрморты, этюды с натуры. Персональная (посмертная) выставка в Санкт-Петербурге в 1995 году.
Среди обширного творческого наследия Васильева в живописном отношении наиболее интересны исторические картины, а также многочисленные натурные этюды, исполненные в 1950—60-е годы в ходе поездок художника по Уралу и Каме, на Байкал, в Бурятию, по русскому Северу. Неоднократно работал в домах творчества художников в Гурзуфе, Старой Ладоге, на Академической даче. Среди произведений, созданных А. Васильевым, картины «Портрет И. Сталина в Кремле» (1950), «Артисты на фронте» (1951), «Портрет скульптора В. Лишева» (1952), «М. Ломоносов и В. Чичагов» (1953), «С. Киров и академик Е. Ферсман» (1955), «На демонстрацию! Апрель 1917 года» (1956), «М. Ломоносов в Москве. 1731 год» (1957), "Портрет матроса Б. Курапова на теплоходе «Урал» (1958), «В особняке Кшесинской», «Портрет П. Домбровского, водолаза Балтфлота» (обе 1960), «Станция Байкал. У причала», «У Кировского завода», «На Двине» (все 1961), «Весна на Ангаре», «На молодёжной стройке» (обе 1962), «Долина Селенги», «Посёлок Лиственичный», «Тункинская долина» (все 1963), «Ветреный день», «Ленинградские онкологи» (обе 1964), «Юность» (1968), «Портрет конструктора Кировского завода П. Н. Луговцева» (1969), «Колокол на острове Сухо» (1970), «Портрет Г. П. Сазыкиной» (1972), «Портрет геолога Д. Линовского» (1973), «Леонид Северин», «Портрет Н. Альтмана», «Клара Иофик», «Внучка» (все 1975), «Тишина» (1977), «Весна на Мстино», «Деревенский натюрморт» (обе 1978), «Сергей Кабанов» (1981), «Яков Лукаш», «Ося Дымшиц», «Портрет ветерана 34-й лыжной бригады В. Ф. Кузнецова» (все 1983), «Владимир Северин» (1985) и другие.
С середины 1960-х годов пленэрное письмо постепенно вытесняется приёмами декоративно-графической живописи с характерной чёткостью силуэта, насыщенностью и локальностью цвета, несколько условным конструктивным рисунком. В 1989—1992 годах работы художника с успехом были представлены на выставках и аукционах русской живописи L' Ecole de Leningrad во Франции.
Воспоминания о Васильеве оставил Народный художник РСФСР А. П. Левитин: 

"Вспоминая друзей, большинства из которых, к сожалению, уже нет в живых, и с которыми тесно была связана жизнь в Ленинграде, нельзя не сказать о семье Васильевых. Глава семьи, Анатолий Ильич Васильев — ровесник Октября, участник Финской и Великой Отечественной войн, служивший в особом лыжном батальоне, награждённый многими боевыми наградами, получивший тяжёлое ранение. Однажды, через много лет после войны, он услышал по радио голос человека, который тащил его, истекающего кровью, в медсанбат. Они встретились. Наверное, нужен талант Михаила Шолохова или Алексея Толстого, чтобы описать их состояние при встрече. До войны с белофиннами он учился во Всероссийской Академии художеств, после фронта … написал отличную дипломную картину «Ломоносов». Ему, как ветерану войны, коммунисту, уже зрелому художнику руководство Академии предложило пост заместителя директора, а затем на какое-то время — ректора института. Его жена, Галина Всеволодовна, была студенткой-заочницей факультета искусствознания. Жили трудно. Денег не было. И вот однажды, придя в институт, Галя узнаёт, что она отчислена из института приказом ректора, то есть своего собственного мужа за неуплату за обучение. Она была образцовой студенткой. Пришлось вмешаться, чтобы её восстановили. Окончила она институт блестяще, а потом работала редактором в художественном издательстве «Аврора».
Скончался 4 июня 1994 года в Санкт-Петербурге на 78-м году жизни.
Произведения А. И. Васильева находятся в собраниях Государственного Русского музея, в музеях и частных собраниях в России, Японии, Франции, США и других странах. Известны живописные и графические портреты А. И. Васильева, исполненные в разные годы ленинградскими художниками, в том числе А. П. Левитиным (1983).

## Выставки
- 1950 год (Москва): Художественная выставка 1950 года.
- 1954 год (Ленинград): Выставка произведений ленинградских художников 1954 года в Государственном Русском музее.
- 1957 год (Ленинград): 1917—1957. Юбилейная выставка произведений ленинградских художников, посвящённая 40-летию Великой Октябрьской социалистической революции.
- 1957 год (Ленинград): Юбилейная выставка «200 лет Академии художеств СССР».
- 1958 год (Москва): Юбилейная выставка «200 лет Академии художеств СССР».
- 1958 год (Ленинград): Осенняя выставка произведений ленинградских художников 1958 года.
- 1960 год (Ленинград): Выставка произведений ленинградских художников в Государственном Русском музее.
- 1960 год (Москва): Советская Россия. Республиканская художественная выставка 1960 года.
- 1961 год (Ленинград): Выставка произведений ленинградских художников 1961 года.
- 1962 год (Ленинград): Осенняя выставка произведений ленинградских художников 1962 года.
- 1964 год (Ленинград): Ленинград. Зональная выставка произведений ленинградских художников 1964 года.
- 1965 год (Ленинград): Весенняя выставка произведений ленинградских художников 1965 года.
- 1965 год (Москва): Советская Россия. Вторая Республиканская художественная выставка 1965 года.
- 1968 год (Ленинград): Осенняя выставка произведений ленинградских художников 1968 года.
- 1972 год (Ленинград): Наш современник. Вторая выставка произведений ленинградских художников 1972 года.
- 1973 год (Ленинград): Наш современник. Третья выставка произведений ленинградских художников 1973 года.
- 1975 год (Ленинград): Наш современник. Зональная выставка произведений ленинградских художников 1975 года.
- 1976 год (Москва): Изобразительное искусство Ленинграда. Ретроспективная выставка произведений ленинградских художников.
- 1977 год (Ленинград): Выставка произведений художников — ветеранов Великой Отечественной войны.
- 1977 год (Ленинград): Выставка произведений ленинградских художников 1977 года, посвящённая 60-летию Великого Октября.
- 1978 год (Ленинград): Осенняя выставка произведений ленинградских художников 1978 года.
- 1981 год (Ленинград): Выставка произведений художников — ветеранов Великой Отечественной войны.
- 1984 год (Ленинград): Подвигу Ленинграда посвящается. Выставка произведений ленинградских художников, посвящённая 40-летию полного освобождения Ленинграда от вражеской блокады.
- 1987 год (Ленинград): Выставка произведений художников — ветеранов Великой Отечественной войны.
- 1993 год (Санкт-Петербург): Выставка произведений художников — участников Великой Отечественной войны Санкт-Петербургского Союза художников России.
- 1994 год (Санкт-Петербург): Выставка «Ленинградские художники. Живопись 1950—1980-х годов» в залах Санкт-Петербургского Союза художников.
- 1994 год (Санкт-Петербург): Выставка «Этюд в творчестве ленинградских художников 1940—1980-х годов» в Мемориальном музее Н. А. Некрасова.
- 1995 года (Санкт-Петербург): Выставка «Лирика в произведениях художников военного поколения. Живопись. Графика» в Мемориальном музее Н. А. Некрасова.
- 1996 год (Санкт-Петербург): Выставка «Живопись 1940—1990-х годов. Ленинградская школа» в Мемориальном музее Н. А. Некрасова.
- 1997 год (Санкт-Петербург): Выставка «Связь времен. 1932—1997. Художники — члены Санкт-Петербургского Союза художников России. К 65-летию Санкт-Петербургского Союза художников» в ЦВЗ «Манеж».
- 1998 год (Санкт-Петербург): Выставка произведений художников — ветеранов Великой Отечественной войны.